# Joseph Villevieille

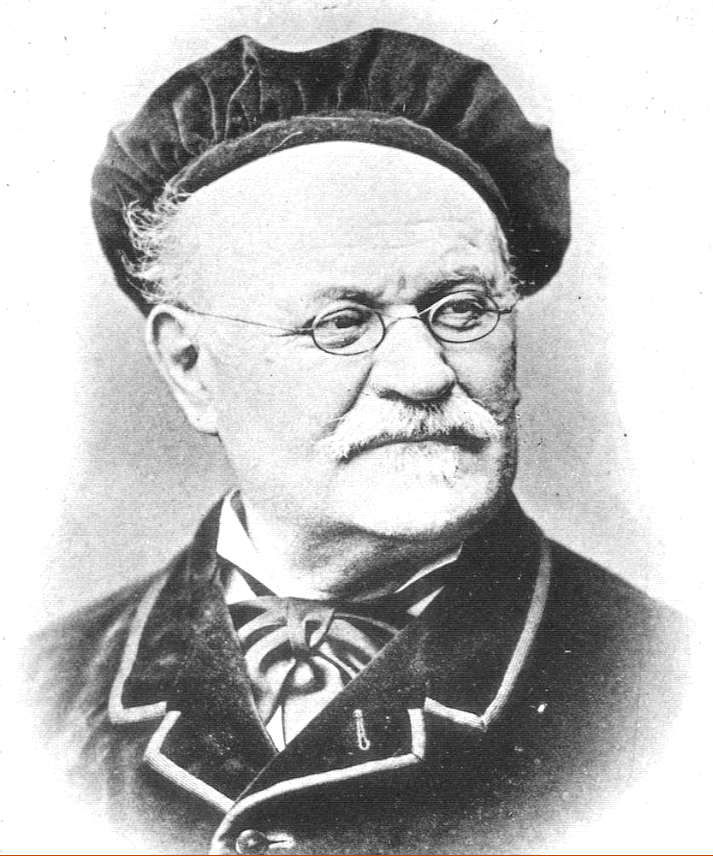
Joseph Villevieille nel 1901

Joseph Villevieille (Aix-en-Provence, 6 agosto 1829 – Aix-en-Provence, 11 febbraio 1916) è stato un pittore e docente francese.

## Biografia
Amico di molti pittori di Aix, tra cui Paul Cézanne, Joseph Villevieille è noto per la qualità della sua arte e divenne il pittore ufficiale della città di Aix, anche se disprezzato da alcuni critici d'arte contemporanea. Ha realizzato numerosi dipinti, in parte ora in mostra nella Salle des Etats de Provence, Hotel de Ville ad Aix-en-Provence.

### Formazione
Allievo di Luigi Mathurin Clérian, in gioventù frequentò la bottega di François Marius Granet, il più famoso pittore del suo tempo, ad Aix. Alla morte del mentore, nel 1849, si trasferì a Parigi, dove fu ammesso alla Accademia di belle arti di Parigi, il 10 novembre 1851. I suoi insegnanti furono Jean-Auguste-Dominique Ingres, Horace Vernet e James Pradier.

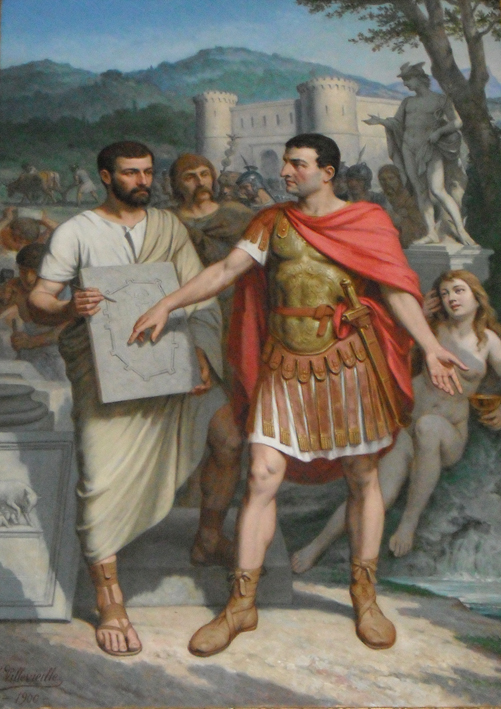
Joseph Villevieille, Fondazione di Aix da parte di Gaio Sextio Calvino, 1900

### Docente
In seguito divenne professore alla Scuola d'arte di Aix ed era molto considerato da pittori e da letterati della città, che passavano attraverso il suo atelier. Paul Cézanne era tra i suoi amici. L'amicizia che univa Cézanne e Villevieille si formò durante il suo soggiorno a Parigi, intorno al 1860. Cezanne fu ospite di Villevieille nel 1861. Quando sua madre stava per morire, nel 1898, Cézanne chiese a Villevieille di realizzare un ritratto della morente, come prova della stima che aveva verso di lui.

### Opere
Il 22 agosto 1792 la sala del Consiglio del Comune di Aix era stata saccheggiata da ladri, venuti al di fuori della città di Aix e persino da Marsiglia. Una quantità di pregevoli dipinti erano stati strappati dal loro contesto e bruciati in Place de l'Hotel de Ville. Per questo motivo fu richiesto a Villevieille - poco più di un secolo dopo - di fare copie di tali opere, per ripristinare il decoro della Sala degli Stati di Provenza. Tra i dipinti che realizzò, ci sono i ritratti di Jean-Baptiste van Loo, di Scholastique Pitton e di François Marius Granet. La più interessante di queste opere di Villevieille è la Fondazione di Aix da parte di Sesto Calvino, dipinta nel 1900.
La Galleria dell'Accademia di belle arti di Napoli possiede il bozzetto ad olio su tavola Quadri e libri, 119,5x22 cm, pervenuto per la donazione Palizzi, nel 1898.